# Chiddingstone
Chiddingstone – wieś w Anglii, w hrabstwie Kent, w dystrykcie Sevenoaks. Leży 29 km na zachód od miasta Maidstone i 41 km na południowy wschód od centrum Londynu.